# Усть-Соплеське сільське поселення
Усть-Со́плеське сільське поселення (рос. Усть-Соплеское сельское поселение) — муніципальне утворення у складі Вуктильського міського округу Республіки Комі, Росія. Адміністративний центр — селище Усть-Соплеськ.

## Населення
Населення — 198 осіб (2010; 322 у 2002, 2491 у 1989).

## Склад
До складу поселення входять такі населені пункти:
| Населений пункт       | Населення, осіб (1989) | Населення, осіб (2002) | Населення, осіб (2010) |
| --------------------- | ---------------------- | ---------------------- | ---------------------- |
| Усть-Воя, присілок    | 1153                   | 34                     | 20                     |
| Усть-Соплеськ, селище | 487                    | 247                    | 151                    |
| Усть-Щугер, присілок  | 851                    | 41                     | 27                     |